# Suterode
Suterode ist ein Ortsteil der Gemeinde Katlenburg-Lindau im niedersächsischen Landkreis Northeim.

## Geschichte
Suterode wurde 1208 erstmals urkundlich genannt, als der  Ministeriale Tetmar von Suterode aus dem damals hier ansässigen Adelsgeschlecht als Zeuge aufgeführt wurde. Das Dorf war Sitz einer Burg, die noch 1522 erwähnt wurde, als das Dorf in den Besitz des Klosters Katlenburg kam. Sie gehörte dem Bistum Paderborn und wurde laut dem frühen Geschichtsschreiber Letzner 1365 zerstört. Sicher erwähnt wird sie erst in einer Urkunde des Klosters Katlenburg 1445. Sie war damals ein Lehen der Herren von Uslar und kam als Pfand an die Brüder Recken. Diese veräußerten 1453 ihre Anrechte an Burg und Dorf Suterode dem Kloster Katlenburg. Da der Paderborner Bischof sowohl das Kloster als auch die Edelherren von Plesse mit der Burg belehnte, kam es zum Streit zwischen den beiden Parteien. Dieser endete 1522 mit dem Verkauf der Burgstätte zusammen mit Wall und Dorf durch die Edelherren an das Kloster. Die Burg ist heute vollständig abgegangen.
Das Dorf war abseits des Verkehrs gelegen und wuchs deshalb nur langsam. Der Verkauf Suterode wurde am 8. September 1522 von Dietrich dem Älteren und seinen Söhnen Dietrich der Jüngere und Johann von Plesse getätigt, die, laut Urkunde, dem Kloster Katlenburg Wall, Burgstätte und Dorf Suterode mit allen Zubehör und Gerechtigkeiten, geistlichen und weltlichen Lehen, Halsgericht, Gericht und Vogtei mit aller Obrigkeit überließen. Die Herren von Plesse hatten bereits zuvor eine Pfandsumme von 800 Gulden für das Dorf erhalten, mit dem Verkauf kamen schließlich noch 200 Gulden hinzu. Da Suterode jedoch zugleich auch paderbornisches Lehen darstellte, konnte der Verkauf erst, durch Bischof Erich von Paderborn am 6. September 1527, vollständig durchgeführt werden. Damit endete die, über 60 Jahre währende Auseinandersetzung um den Rechtsstreit Suterodes, da das Dorf 1453, durch die Brüder Hans und Heinrich Recken, als Pfandschaft an das Katlenburger Kloster kam und 1466 durch Bischof Simon von Paderborn bestätigt wurde. Allerdings erhoben daraufhin die Brüder Gottschalk, Dietrich und Moritz von Plesse zudem Ansprüche auf Suterode und erhielten auch eine Belehnung vom Paderborner Bischof Simon. Die Auseinandersetzungen gipfelten sodann in einer Fehde zwischen den Herren von Plesse und Herzog Albrecht II., welcher 1477 damit endete, dass Suterode bei dem Kloster Katlenburg verbleiben sollte, falls die Plesser dem Kloster den Kaufpreis nicht erstatten könnten. Dies geschah jedoch nicht, man traf die Vereinbarungen, dass am 28. Juni 1483 die Brüder Gottschalk, Dietrich und Moritz von Plesse dem Kloster Wall und Dorf Suterode, inklusive allem Zubehör, auf neun Jahre für 640 Rheinische Gulden verkauften. Da auch die Herren von Plesse diese Summe nicht zum Rückkauf aufbringen konnten, verblieb Suterode im Besitz des Klosters, bis es 1522 und 1527 zum endgültigen Verkauf kam.  Kirchlich wurde es von Katlenburg aus in der 1649 renovierten Kapelle betreut. Wirtschaftlich hatte der umliegende Wald für die Bewohner besondere Bedeutung, da ein großer Teil der Männer im Winter als Waldarbeiter Beschäftigung fand und die Bauern ihre Pferde für das Holzrücken verdingten.
Nördlich von Suterode lag das mittelalterliche Dorf Husen, von dem noch heute die Revierförsterei und das Naturschutzgebiet Husumer Tal ihren Namen haben.

### Ortsname
Der Name des Dorfs setzt sich aus dem Grundwort -rode und dem Beiwort sut-. zusammen. Rode bedeutet im Altsächsischen „Rodung“, „Rodeland“, „Neubruch“ und ist im Landkreis Northeim gleich mehrfach vertreten (Oldenrode, Düderode, Ellierode). Bei den Orten mit -rode geht man von relativ jungen Siedlungen aus, die im Zuge eines Binnenausbaus Wälder oder Waldränder nutzbar machten. So nannte der Heimatforscher Adolf Hueg die Jahre 1000 bis 1200 als wahrscheinlichste Entstehungszeit. Das Beiwort sut- enthält das altsächsische suth „Süden“, das man auch bei Sudheim (als nördlicher Gegenpunkt gilt Northeim) findet.
Für Suterode hingegen gibt es keine nördliche Entsprechung. In der Ortsnamenforschung wird jedoch davon ausgegangen, dass Hammenstedt nördlicher Bezugspunkt war.

### Seit 1525 am selben Ort
Das Lagerbuch des Klosters Katlenburg aus dem Jahr 1525, hauptsächlich in mittelniederdeutscher Sprache verfasst, legt die Vermutung nahe, dass die Lage der Suteroder Höfe heute noch dieselbe ist wie vor fast 500 Jahren. Zwar handelt es sich nur um eine Hypothese, jedoch schließen die Herausgeber der Chronik Evelin Martynkewicz und Wilhelm Koch aus Begriffen wie „von oben nieder“ auf eine Aufzählung von der Westseite her, „über den Bach“ auf die von Katlenburg aus betrachtete linke Seite der heutigen Unteren Straße. Außerdem wird die Kapelle zwischen dem 18. Hof (heute Dieter Spilker, Nr. 11) und 19. Hof (heute Rüdiger Cornehl, Nr. 19) als Fixpunkt angegeben. Weitere Anhaltspunkte sprechen für die Übereinstimmung mit dem heutigen Altdorf. Der Ortskern ist also fast 500 Jahre alt.

### Höfe mit Tradition
Die Geschichte der Höfe in Suterode reicht über 350 Jahre zurück. Bei manchen könnte es sich auch um eine noch längere Besitzfolge handeln: Nicht immer stimmt die durchgehende Blutlinie mit der Identität des Namens überein. Das für Kötner geltende Erbrecht zum Beispiel bedachte immer das jüngste Kind einer Familie mit dem Erbe, auch die Töchter. Bei den Meier-Höfen erbte immer der jüngste Sohn. Gab es keinen, wurde das Land als Lehen zur Verfügung gestellt. Der einzige Hof in Suterode, der seit über 350 Jahren von derselben Familie und ihrem Namen betrieben wird, ist der Hof der Familie Zimmermann. Noch heute betreibt die Familie den Hof in der Unteren Straße 20, ehemals Suterode Nr. 8, als einzigen noch bestehenden Hauptbetrieb im Ort. Der 1963 geborene Dirk Zimmermann betreibt den Hof in der mindestens zwölften Generation von 1646 an gerechnet. Da jedoch das Lagerbuch von 1525 einen Cord Tymmermann als Hofbesitzer nennt, ist die Familie vermutlich noch länger in Suterode sesshaft. Heute bewirtschaftet Zimmermann 35 Hektar.
Ebenfalls auf eine lange Tradition zurückblicken kann die Familie Brandt. Den Brandts gehörte der ehemalige Hof Nr. 4 in der Unteren Straße 22. Seit 1987 bewirtschaftet Reiner Brandt den neun Hektar großen Hof als Nebenerwerbsbetrieb.
Auch die Suteroder Familien Cornehl, Fricke, Hogreve, Wegener, Schulze, Heise, Scheidemann und Bertram blicken auf eine lange Tradition zurück.

### Kriege und Krankheiten
Im Dreißigjährigen Krieg von 1618 bis 1648 spürte Suterode 1626 das erste Mal unmittelbare Auswirkungen: Von Lindau aus wurden Katlenburg, Wachenhausen und Suterode geplündert, dazu wütete die Pest. Das Bestandsverzeichnis der Landesregierung von 1636 diente der Registrierung der Kriegsschäden im „Amt Catlenburg“. Von 29 Hofstellen wurden nur noch 13 von ihren Besitzern bewirtschaftet, elf waren abgebrannt, auf fünf Höfen fehlten die Ernährer.
Auch der Siebenjährige Krieg (1756–1763) und der Deutsch-Französische Krieg im Jahre 1870/71 machte vor Suterode keinen Halt. Zudem brach 1714 im Ort die „Rote Seuche“ aus und forderte viel Opfer. Ende 1835 erkrankten zehn Suteroder am tödlichen Nervenfieber, meist Hirten und Tagelöhner, die im Gemeindehaus wohnten. Es folgten eine Masernepidemie und Diphtherie, unter denen vor allem die Schulkinder zu leiden hatten. Sieben Kinder starben.

### Der Nationalsozialismus
1932 lag der Stimmanteil der NSDAP in Suterode bereits bei 65,7 %. Zum Ende des Krieges kamen in Suterode fast auf allen Höfen Flüchtlinge unter, bis Mai 1952 lebten 233 Flüchtlinge bei 358 Einheimischen. Der Zweite Weltkrieg forderte insgesamt 43 Opfer, ein Siebtel der Suteroder Bevölkerung.

### Eingemeindungen
Am 1. März 1974 wurde die bis dahin selbständige Gemeinde Suterode in die Großgemeinde Katlenburg-Lindau eingegliedert.

## Politik

### Ortsrat
Der Ortsrat von Suterode setzt sich aus 7 Ratsmitgliedern der folgenden Parteien bzw. Wählergruppen zusammen:
- Bürgerliste Suterode (BL): 5 Sitze
- SPD: 2 Sitze

(Stand: Kommunalwahl 2021)

### Ortsbürgermeister
Der Ortsbürgermeister ist Jan Zimmermann (BL). Seine Stellvertreter sind Tobias Sakel (BL) und Michael Lüdeke (SPD).

### Wappen
| Wappen von Suterode | Blasonierung: „Im geteilten Schild oben in Silber ein dreiblättriger grüner Eichenzweig mit zwei goldenen Eicheln, unten in Rot ein liegender silberner Maueranker.“ |
| Wappen von Suterode | Wappenbegründung: Die Einwohner der Gemeinde Suterode, die keine Landwirtschaft betrieben, waren bis in die Zeit nach dem 1. Weltkrieg überwiegend als Maurer und Zimmerleute tätig. Im Winter arbeiteten sie in den umliegenden Wäldern. Eichenzweig und Maueranker symbolisieren die hauptsächlich vertretenen Berufe. |

## Kultur und Sehenswürdigkeiten

### Baudenkmale
- In der Liste der Baudenkmale in Katlenburg-Lindau sind für Suterode drei Baudenkmale aufgeführt.

### Naturschutzgebiete
Westlich und nordwestlich des Ortes erstreckt sich das 123 ha große Naturschutzgebiet Husumer Tal.